# Roger Williams (amerikansk politiker)
John Roger Williams, född 13 september 1949 i Evanston i Illinois, är en amerikansk politiker (republikan). Han är ledamot av USA:s representanthus sedan 2013. Han var delstatens statssekreterare i Texås 2005–2007.
Williams besegrade demokraten Elaine Henderson och libertarianen Betsy Dewey i kongressvalet 2012.